# 24637 Olʹgusha
24637 Olʹgusha este un asteroid din centura principală de asteroizi.

## Descriere
24637 Olʹgusha este un asteroid din centura principală de asteroizi. A fost descoperit pe 8 septembrie 1981 la Observatorul de Astrofizică din Crimeea de Liudmila Juravliova. Asteroidul prezintă o orbită caracterizată de o semiaxă mare de 2,61 ua, o excentricitate de 0,23 și o înclinație de 3,9° în raport cu ecliptica.